# Leptoseris troglodyta
Leptoseris troglodyta is een rifkoralensoort uit de familie van de Agariciidae. De wetenschappelijke naam van de soort is voor het eerst geldig gepubliceerd in 2012 door Hoeksema.